# Битка при Лемнос
Морската битка при Лемнос е битка през Балканската война, която се провежда на 18 януари (5 януари стар стил) 1913. Гръцката флота възпира опита на Османската империя да си възвърне господството над Егейско море.

## Битка
Гръцкият флот, воден от контрадмирал Павлос Кундуриотис е съставен от 9960 тонния брониран крайцер Авероф, трите бойни кораба Спецай, Хидра и Псара и седем разрушителя, докато османската флотилия включва додреднаутовите бойни кораби Барбароса Хайредин, Тургут Рейс и Месудие и крайцера „Меджидие“. Остарелият боен кораб Ашари Тевфик (от 1860 г.) остава при Дарданелите и не участва в битката.
В 8:20 сутринта на 5/18 януари гръцки патрули сигнализират за появата на османската флота. В 09:45 гръцката флота отплава за залива Мудрос. Двете флоти се срещат на 12 мили от о-в Лемнос, пътувайки на югоизток в събрани колони, като най-отпред са флагманските кораби. Артилерийска стрелба е разменена в 11:34, когато двете флоти са на дистанция 8400 метра. Незабавно гръцката флота свива вляво, за да намали дистанцията. Скоро след това „Меджидие“ и придружаващите го разрушители тръгват на североизток към Дарданелите, следвани от Месидие, който в 11:50 получава сериозни повреди от комбинирания огън на Хидра и Псара. В 11:54 успешен оръдеен залп от Авероф удря Барбароса, унищожавайки средната му кула и принуждавайки го да напусне полесражението заедно с Тургут Рейс в 12:00. Както и при Ели, и тук Авероф изпълнява независима акция, използвайки по-добрата си скорост и маневрирайки така, че да може да използва артилерията от двете си страни, за да преследва османските кораби. Преследването приключва в 14:30, когато османските кораби са близо до Дарданелите.

## Използване на самолети
Изтеглянето на османския флот в Дарданелите е потвърден от първи лейтенант Майкъл Мутозис и мичман втори ранг Аристид Мораитинис на 24 януари 1913. Те извършват морска авиационна мисия, прелитайки с хидроплана на Морис Фарман на морската база Нагара, където забелязват противниковата флота. По време на излитането си за сражение, те точно начертават диаграма на позициите на османския флот, срещу който хвърлят 4 бомби. Мутозис и Мораитинис пропътуват над 180 км и им отнема 2 часа и 2 минути, за да завършат мисията си, която е обширно описвана от гръцката и международна преса.
|  | Тази страница частично или изцяло представлява превод на страницата Naval Battle of Lemnos в Уикипедия на английски. Оригиналният текст, както и този превод, са защитени от Лиценза „Криейтив Комънс – Признание – Споделяне на споделеното“, а за съдържание, създадено преди юни 2009 година – от Лиценза за свободна документация на ГНУ. Прегледайте историята на редакциите на оригиналната страница, както и на преводната страница, за да видите списъка на съавторите. ВАЖНО: Този шаблон се отнася единствено до авторските права върху съдържанието на статията. Добавянето му не отменя изискването да се посочват конкретни източници на твърденията, които да бъдат благонадеждни. |